# Нижнеосиновское сельское поселение
Нижнеоси́новское се́льское поселе́ние — муниципальное образование в составе Суровикинского района Волгоградской области.
Административный центр — хутор Нижнеосиновский.

## История
Нижнеосиновское сельское поселение образовано 21 декабря 2004 года в соответствии с Законом Волгоградской области № 971-ОД.

## Население
| 2010  | 2012  | 2013  | 2014  | 2015  | 2016  | 2017  |
| ----- | ----- | ----- | ----- | ----- | ----- | ----- |
| 1162  | ↘1151 | ↘1133 | ↘1123 | →1123 | ↘1108 | ↘1107 |
| 2018  | 2019  | 2020  | 2021  |       |       |       |
| ↘1096 | ↘1085 | ↘1082 | ↗1088 |       |       |       |

## Состав сельского поселения
| № | Населённый пункт | Тип населённого пункта        | Население |
| - | ---------------- | ----------------------------- | --------- |
| 1 | Верхнеосиновский | хутор                         | 141       |
| 2 | Нижнеосиновский  | хутор, административный центр | 750       |
| 3 | Стариковский     | хутор                         | 44        |
| 4 | Чувилевский      | хутор                         | 227       |